# 山田要一
山田 要一（やまだ よういち、1944年9月11日 - ）は、福島県出身の元騎手・元調教助手・元調教師。

## 来歴
中学卒業後の1960年に中山・柴田恒治郎厩舎に騎手見習として入門し、1965年に騎手免許を取得して同厩舎からデビュー。
1年目の同年は3月13日の中山第11競走4歳以上30万下・トリユウモン（15頭中4着）で初騎乗を果たし、同馬に騎乗した4月29日の東京第11競走4歳以上30万下で初勝利を挙げる。11月13日・14日の東京では初の2日連続勝利を挙げ、初年度は8勝をマーク。
2年目の1966年は4月23日の中山では初の1日2勝、秋の新潟では9勝を挙げるなど、初の2桁勝利で自己最多の31勝をマーク。
3年目の1967年は福島戦5勝・中山戦4勝の9勝をマークし、1968年も9勝と2年連続で2桁勝利には1勝届かなかった。
1969年は自己最低の2勝に終わるが、グランドリュウオーで読売カップ（春）2着に入った。
1971年には中山白井・小林勘治郎厩舎に移籍し、10月10日の中山第2競走3歳新馬をハクズイコウ産駒ジャストでイシノヒカルに勝利するなど、5年ぶりで最後の2桁勝利となる10勝をマーク。
1979年には2月4日の中京第8競走乗鞍特別・ウエスタンリュウが最後の勝利となり、同馬に騎乗した同11日の中京第9競走アメジストハンデキャップ（15頭中13着）を最後に現役を引退。
引退後は小林厩舎の調教助手となり、1980年には美浦・仲住芳雄厩舎へ移籍し、1982年に調教師免許を取得。
1983年に開業し、3月12日の中山第8競走5歳以上400万下・ヤマノチャンプ（15頭中4着）で初出走を果たすと、同馬を出走させた27日の中山第7競走5歳以上400万下で初勝利を挙げたが、共に手綱は蛯名利弘であった。4月10日には中山大障害（春）・ライバコウハクで重賞初出走を果たし、大江原哲騎乗てオキノサキガケの2着であった。
1986年には朝日杯3歳Sにプレストウコウ産駒ドウカンプレスを岡部幸雄騎乗で出走させ、メリーナイス・ホクトヘリオスに次ぐ3着であった。
1988年にはスイフトスワロー産駒ブルーメルセデスがテレビ東京賞3歳牝馬ステークスを10番人気ながら2着に入る。
1990年にはハイセイコー産駒の芦毛ケリーバッグが菅原泰夫とのコンビで桜花賞ではアグネスフローラの2着、優駿牝馬ではエイシンサニーの3着に入り、テレビ東京賞3歳牝馬ステークス・ブルーベイブリッジで騎乗する藤原英幸と共に唯一の重賞勝利を挙げる 。
2000年代にはアンバーシャダイ産駒カナハラドラゴンが活躍し、後藤浩輝とのコンビでは2003年のカブトヤマ記念2着。勝浦正樹とのコンビでは2005年の中日新聞杯でダンスインザモアと共に鋭く追い込んでグランリーオの3着、2006年には中山金杯でヴィータローザに追いすがって3着、大西直宏とのコンビでは新潟大賞典で後方から脚を伸ばして逃げたコンゴウリキシオーに襲いかかり、オースミグラスワンの2馬身差2着に入った。
2006年には7月16日の新潟第2競走3歳未勝利でカナハラドラゴンを叔父に持つカナハラグリーンを出走させ、蛯名正義騎乗で6番人気であったが、マチカネフクキタル産駒のJRA初勝利となった。
2006年11月4日の東京第5競走2歳新馬では菊沢隆徳騎乗のコウヨウアイリーンが10番人気で勝利し、同馬で勝利した2007年11月10日の福島第9競走3歳以上500万下が最後の勝利となった。
2008年3月29日の中山第12競走4歳以上500万下・バブルビッグワン（16頭中15着）が最後の出走となり、31日付で勇退。
引退後は競馬予想会社の顧問となる。

## 調教師成績
| 通算成績 | 1着 | 2着 | 3着 | 4着以下 | 出走回数 | 勝率 | 連対率 |
| -------- | --- | --- | --- | ------- | -------- | ---- | ------ |
| 平地     | 186 | 168 | 183 | 2819    | 3356     | .055 | .105   |
| 障害     | 5   | 9   | 6   | 88      | 108      | .046 | .130   |
| 計       | 191 | 177 | 189 | 2907    | 3464     | .055 | .106   |

主な管理馬
- ブルーメルセデス（1988年テレビ東京賞3歳牝馬ステークス2着）
- ケリーバッグ（1990年桜花賞2着・優駿牝馬3着）
- ブルーベイブリッジ（1990年テレビ東京賞3歳牝馬ステークス）
- カナハラドラゴン（2003年カブトヤマ記念・2005年中日新聞杯・2006年中山金杯3着、2006年新潟大賞典2着）